# Tháng âm lịch

Trong âm lịch, tháng âm lịch là thời gian giữa hai ngày sóc vọng liên tiếp (mặt trăng mới hoặc trăng tròn). Định nghĩa chính xác khác nhau, đặc biệt là vào đầu tháng. 
Bài viết này đề cập đến các định nghĩa của một 'tháng' chủ yếu có ý nghĩa trong thiên văn học. Đối với các định nghĩa khác, bao gồm mô tả về một tháng trong lịch của các nền văn hóa khác nhau trên thế giới, xem: tháng. 

## Biến thể
Trong các truyền thống của Shona, Trung Đông và Châu Âu, tháng bắt đầu khi mặt trăng mới lần đầu tiên xuất hiện, vào buổi tối, sau khi giao hội với Mặt trời một hoặc hai ngày trước buổi tối hôm đó (ví dụ, lịch Hồi giáo). Ở Ai Cập cổ đại, tháng âm lịch bắt đầu vào ngày mà mặt trăng suy yếu không còn có thể nhìn thấy ngay trước khi mặt trời mọc. Những nơi khác tính từ trăng tròn đến trăng tròn kế tiếp. 
Tuy nhiên, mỗi nơi sử dụng tính toán, với mức độ tinh vi khác nhau, ví dụ, lịch Do Thái hoặc lịch âm lịch. Lịch đếm số ngày nguyên, vì vậy tháng có thể dài 29 hoặc 30 ngày, theo một số trình tự thường xuyên hoặc không thường xuyên. Các chu kỳ mặt trăng là nổi bật và được tính toán với độ chính xác cao, trong Lịch 'Panchang' của Ấn Độ giáo cổ đại, được sử dụng rộng rãi ở tiểu lục địa Ấn Độ. Ở Ấn Độ, tháng từ sự giao hội đến sự giao hội kia được chia thành ba mươi phần được gọi là tithis. Một tithi dài từ 19 đến 26 giờ. Ngày được đặt tên theo tithi lúc mặt trời mọc. Khi tithi ngắn hơn so với ngày, tithi có thể bỏ qua. Trường hợp này được gọi là xaya hoặc loap. Ngược lại, một tithi cũng có thể 'ngưng trệ', nghĩa là - cùng một tithi được liên kết với hai ngày liên tiếp. Điều này được gọi là vriddhi. 
Theo thông luật Anh, "tháng âm lịch" theo truyền thống có nghĩa là chính xác 28 ngày hoặc bốn tuần, do đó, một hợp đồng 12 tháng kéo dài đúng 48 tuần. Tại Vương quốc Anh, tháng âm lịch chính thức được thay thế bằng tháng dương lịch đối với các hành động và các hợp đồng bằng văn bản khác theo Luật Tài sản 1925 và cho tất cả các mục đích pháp lý khác của Đạo luật Giải thích 1978.